# ووچیه
ووچیه (به صربی: Vučje) یک منطقهٔ مسکونی در صربستان است.